# フクロモモンガ属
フクロモモンガ属（Petaurus）は、哺乳綱双前歯目フクロモモンガ科に属する分類群の1つ。

## 分布
インドネシア（ニューギニア島）、オーストラリア、パプアニューギニア

## 生態
フクロモモンガは概して夜行性で、小型（時に尻尾まで含めて約40 cm）、そして手首から踵までたるんだ皮膚を折りたたんでいる。彼らはこの皮膚（飛膜）を使って樹木から樹木へと飛び移り、100 mくらいの距離を移動可能である。独特な皮膚を折りたたんで持ち、フクロモモンガたちは大きく前に向いた目を持つ。短く先鋭的な顔つきをし、滑空時に舵となる尻尾を持つ。
全て雑食であり樹液、果汁、花粉そして昆虫類などを食べる。フクロモモンガ属の多くは単体で生活するが、オオフクロモモンガとフクロモモンガはグループで生活することで知られている。

## 分類
- Petaurus abidi　パプアフクロモモンガ　Northern glider
- Petaurus australis　オオフクロモモンガ　Yellow-bellied glider
- Petaurus biacensis　ビアクフクロモモンガ　Biak glider
- Petaurus breviceps　フクロモモンガ　Sugar glider
- Petaurus gracilis　マホガニーフクロモモンガ　Mahogany glider
- Petaurus norfolcensis　オブトフクロモモンガ　Squirrel glider

## 保護状況
ビアクフクロモモンガとフクロモモンガは比較的一般的でありその他の多くの種は希少、もしくはマホガニーフクロモモンガのように絶滅危惧種である。マホガニーフクロモモンガーは1883年に発見された後、以来100年間姿を見せずにいた珍種であった。1989年に再発見された後およそ1か月で彼らの生息地は農地のために消失し、1991年まで別の集団が発見されなかった。